# Komsomolski (Pervomaiski)
Komsomolski o Komsomollski — Комсомольский (rus) — és un khútor del krai de Krasnodar, a Rússia. Es troba a la vora d'un petit afluent per la dreta del Sossika, tributari del Ieia. És a 18 km al sud-oest de Kusxóvskaia i a 164 km al nord-est de Krasnodar. Pertany al possiólok de Pervomaiski.